# Limanul Burnas
Limanul Burnas (în rusă Бурнас, în ucraineană Бурнас) este un liman sărat din Bugeac, pe teritoriul de azi al regiunii Odesa din Ucraina, fiind separat de Marea Neagră printr-un perisip îngust de nisip. Suprafața lacului se află pe teritoriul Raionului Tatarbunar. Etimologia, aceiași cu a câmpiei omonime din Muntenia, este considerată de lingviști ca fiind probabil cumană. 
Limanul Burnas este înscris pe lista zonelor umede de importanță internațională a Convenției de la Ramsar (1971), făcând parte din sistemul de limanuri Șagani-Alibei-Burnas, cu o suprafață protejată de 190 km² care face parte din Parcul Natural Național "Limanurile Tuzlei".

## Geografie
Bazinul limanului are o formă alungită. Malurile sale sunt abrupte, cu excepția celor din partea de sud. În partea de vest, limanul Burnasului este legat de limanul Alibei. În partea de nord, în liman se varsă râul Alcalia. 
Este unul dintre cele mai întinse limanuri din Regiunea Odesa, având o suprafață de 26.9 km². Limanl are o lungime de 9.6 km, iar lățimea maximă este de 3.2 km. Adâncimea maximă este de 1.5 m.
Pe malul sud-estic al limanului, la Marea Neagră, se află Băile Burnasului, unde se folosește nămolul în tratarea terapeutică a bolilor. 

## Hidrografie
Limanul Burnas este separat de Marea Neagră printr-o limbă îngustă de nisip de formă oblică, denumită „perisip”, tăiată de o „portiță” prin care comunică cu marea. El mai comunică, prin intermediul limanului Curughiol, cu limanul Alibei (în partea de sud-vest). Principala sursă de alimentare a limanului este râul Alcalia. 
Ca urmare a schimbului continuu de apă cu Marea Neagră și al intensității evaporației, salinitatea sa este de două ori mai mare decât cea a mării.

## Flora și fauna
Aflat în lunca Dunării, în apropiere de Delta Dunării, limanul Burnas dispune de o bogată vegetație acvatică. Pe malurile sale își fac cuiburi păsările migratoare, care vin aici pentru reproducere și năpârlire. 